# Suspicion (Elvis Presley)
Suspicion is een single van de Amerikaanse zanger Elvis Presley.

## Tracklist

### 7" Single
RCA / Victor 2768 [uk] (1963)
1. Suspicion - 2:35
2. (It's a) Long lonely highway - 2:18

RCA / Victor 47-9533 [nl] (1964)
1. Suspicion - 2:35
2. It hurts me - 2:27

RCA PB 9121 (1977)
1. Suspicion - 2:35
2. (It's a) Long lonely highway - 2:20

## Hitnotering
| Suspicion                  | Suspicion             | Suspicion | Suspicion | Suspicion | Suspicion | Suspicion |
| Hitlijst                   | Datum van binnenkomst | Week:     | 1         | 2         | 3         |           |
| -------------------------- | --------------------- | --------- | --------- | --------- | --------- | --------- |
| Tijd Voor Teenagers Top 10 | 6-6-1964              | Positie:  | 9         | 9         | 9         | uit       |